# Zaid ibn Shaker
Zaid ibn Shaker (en arabe: الامير زيد بن شاكر) est un homme politique jordanien né le 4 septembre 1934 à Amman et mort le 30 août 2002 dans la même ville. Il fut premier ministre à 3 reprises entre 1989 et 1996.